# Suvla

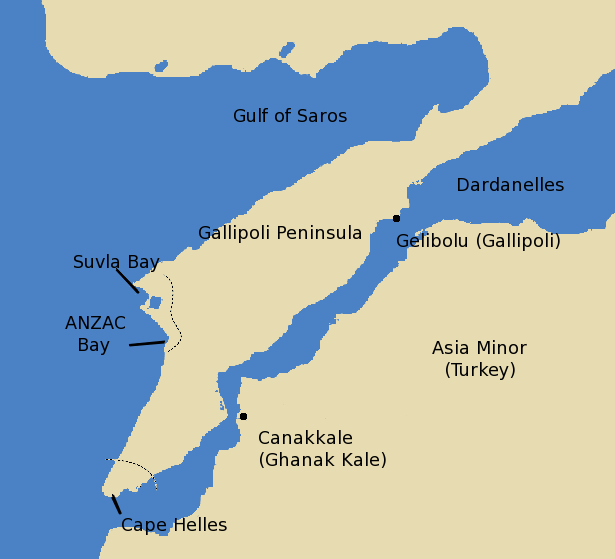

Suvla je záliv na pobřeží Egejského moře v Gallipoli v evropské části Turecka. Gallipoli, turecky Dardanelles, je poloostrov v evropské části Turecka, který tvoří severní stranu průlivu Dardanely.
Toto místo je propojeno s válečnou tragédií australských a novozélandských vojáků na začátku první světové války.

## Invaze v roce 1915
6. srpna 1915 se zde v rámci bitvy o Gallipoli odehrálo vylodění v zálivu Suvla, kterého se účastnila britská jednotka složená převážně z australských a novozélandských vojáků sboru ANZAC. Turecké jednotky se britským divizím úspěšně bránily a po několika měsících byla bitva ukončena. Neúspěchy vedl k několika demisím ve Velké Británii, přičemž na akci doplatili zejména Winston Churchill a Horatio Kitchener. Některé prameny se zmiňují o 131 tisících padlých a 262 tisících zraněných, jiné hovoří o celkových ztrátách 214 tisících jen na straně spojeneckých armád.

## Inspirace pro uměleckou tvorbou
Příběh vojsk je připomínán v řadě písní – mj. And the Band Played Waltzing Matilda skladatele Erica Bogleye, v irské písni The Foggy Dew nebo The Connaught Rangers.
O invazi byl v roce 1981 natočen film Gallipoli režiséra Petera Weira. Titulní role obsadili Mark Charles Lee, Mel Gibson a Bill Hunter.